# Сироткина, Людмила Михайловна
Людмила Михайловна Сироткина (17 апреля 1981) — киргизская, российская спортсменка по современному пятиборью, Заслуженный мастер спорта России (2009). Чемпионка мира и Европы в командном первенстве. На Играх XXVIII Олимпиады в Афинах (2004) выступала за команду Кыргызстана и заняла XXIII место. Член сборной России 2005—2008 годов.

## Результаты
- XXVIII Олимпийские игры 2004 Афины.

| Место | Спортсмен                    | Возраст | Стрельба         | Фехтование   | Плавание              | Конкур       | Кросс                 | Сумма |
| 23    | Сироткина Людмила Кыргызстан | 23 лет  | 168/952 23 место | 776 19 место | 2.26,92/1160 20 место | 1144 7 место | 11.46,95/896 26 место | 4928  |